# Đồ thị Smith

Một đồ thị Smith điển hình

Đồ thị Smith là một toán đồ được phát minh bởi Phillip H. Smith (1905–1987) và Mizuhashi Tosaku (phát minh độc lập). Toán đồ này được thiết kế để hỗ trợ các kỹ sư điện-điện tử chuyên về tần số vô tuyến (RF) giải quyết các bài toán liên quan đến đường truyền và mạch phối hợp. Đồ thị Smith biểu thị đồng thời nhiều tham số bao gồm độ trở kháng, độ dẫn nạp, hệ số phản xạ, {\displaystyle S_{nn}\,} tham số tán xạ, đường tròn hệ số ồn, các đường bao tăng không đổi và các vùng ổn định vô điều kiện, bao gồm cả giải tích dao động cơ học. :93-103 Việc sử dụng đồ thị Smith giấy để giải toán hầu như đã bị thay thế bởi đồ thị phần mềm, song đồ thị Smith vẫn rất hữu ích để biểu diễn sự phản ứng của các tham số RF ở một hoặc nhiều tần số khác nhau.

## Cơ sở toán học

Công dụng cơ bản của đồ thị Smith trở kháng. Một sóng đi theo đường truyền có trở kháng đặc trưng Z_{0}, kết thúc tại tải có trở kháng Z_{L} quy đổi thành trở kháng chuẩn hóa là z=Z_{L}/Z_{0}. Sóng bị phản xạ với hệ số Γ (gamma). Mỗi điểm trên đồ thị Smith đại diện đồng thời cho hai đại lượng z (dưới bên trái) và Γ (dưới bên phải), liên hệ với nhau bởi biểu thức z=(1 + Γ)/(1 − Γ).

### Trở kháng và dẫn nạp chuẩn hóa
Một đường truyền với trở kháng đặc trưng {\displaystyle Z_{0}\,} có thể được coi như có một dẫn nạp đặc trưng {\displaystyle Y_{0}\,}, trong đó:
{\displaystyle Y_{0}={\frac {1}{Z_{0}}}\,}
Bất kỳ trở kháng {\displaystyle Z_{\text{T}}\,} (đơn vị ohm) nào cũng có thể được chuẩn hóa bằng cách chia chính nó cho trở kháng đặc trưng, khi đó thì trở kháng chuẩn hóa ký hiệu zT sẽ có công thức sau:
{\displaystyle z_{\text{T}}={\frac {Z_{\text{T}}}{Z_{0}}}\,}
Tương tự, độ dẫn nạp chuẩn hóa sẽ là:
{\displaystyle y_{\text{T}}={\frac {Y_{\text{T}}}{Y_{0}}}\,}